# 四川省

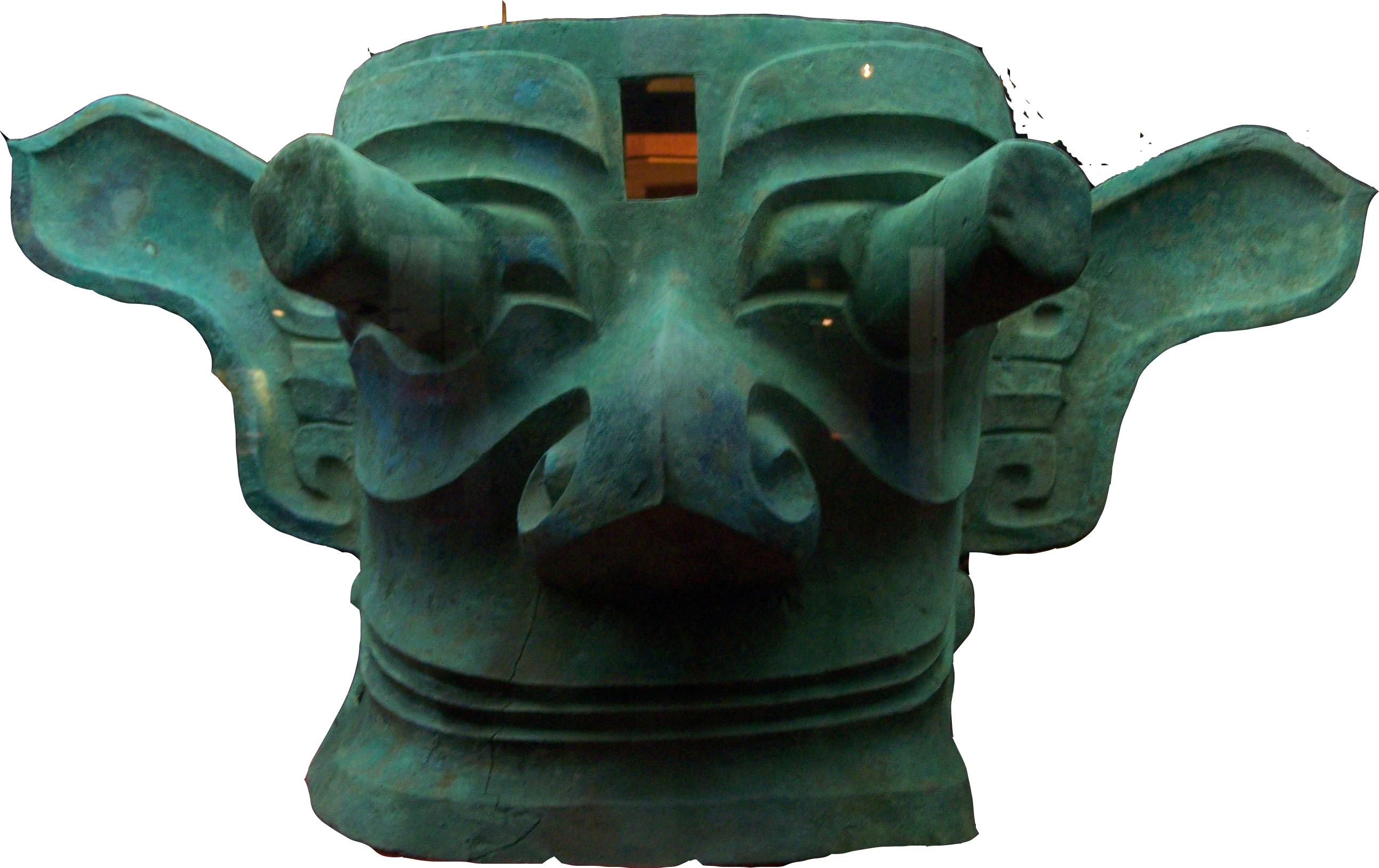
三星堆遺跡の青銅縦目仮面

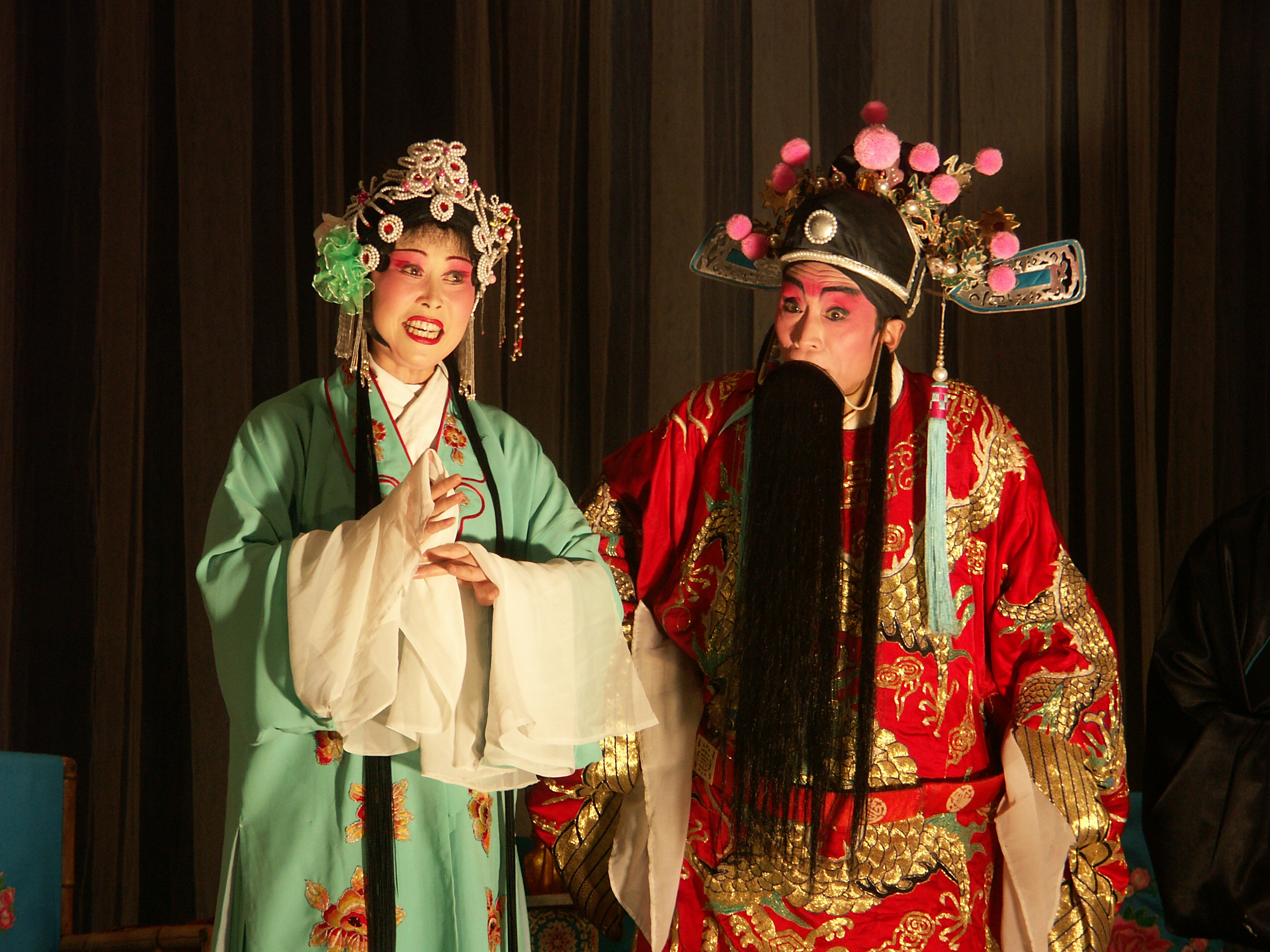
四川省の伝統芸能『川劇』

四川省（しせんしょう、スーチュアンしょう、中国語: 四川省、拼音: Sìchuān Shěng、英語: Sichuan）は、中華人民共和国西南部に位置する省。略称は川あるいは蜀。省都は成都。西北部はチベットの伝統的な地方区分でいうアムド地方の東南部、西部はカムの東部にあたる。

## 地理
四川省は北西は青海省、北は甘粛省及び陝西省、東は重慶、南は貴州省及び雲南省、西はチベット自治区と接する。
天険の要害に守られた急峻な山岳地帯に位置すること、東部に四川盆地が広がり内陸部にもかかわらず温暖で肥沃な米作地であることから「天府之国」と称される。また、海には面していないが中国最大級の湖瀘沽湖を擁し、水産物、特に蝦の一大産地でもある。かつての巴蜀のうちの巴国にあたる重慶は四川省に属していたが、1997年重慶直轄市として分離した。省北部の岷山山脈や、省西部、南部にはチベット族、イ族、羌族など少数民族が多い。四川省北部はジャイアントパンダの生息地として知られる。中国最大のパンダ保護区は臥竜自然保護区。省内最高標高地点は、大雪山脈のミニヤコンカ山頂7,556m。

## 歴史
近年広漢市で三星堆遺跡が発掘され、3,000年前に古蜀の地に存在した仮面王国が明らかになった。四川は古代の巴蜀（はしょく、「巴」は現在の重慶一帯、「蜀」は現在の成都一帯）の地である。（→山海経）
前316年に秦によって巴蜀が滅ぼされ（秦滅巴蜀の戦い）、秦の版図に編入され、その険しい山岳地帯である地理的条件から流刑の地とされた。秦の蜀郡郡守李冰（りひょう）父子（二郎神伝説）は、洪水に悩む人々を救うために紀元前256年から紀元前251年にかけて都江堰を建設して以降、成都平原では水害も旱魃もなく、古代以来の中国で最も豊かな農業地帯となった。前206年に秦が滅亡し、劉邦が項羽から漢中と巴蜀が与えられる。漢中王を号した劉邦は当地を基盤として勢力を増大し、やがて項羽を討ち中国を統一、中華王朝としての漢朝を建国した。漢王朝が出来た当初は流刑地として以外には開拓が進まなかったが、徐々に豊かになっていく。三国時代には、諸葛亮が益州（四川盆地、漢中盆地）を評して、天然の要害で土壌も豊かな天府の地であり漢の劉邦の帝業の基礎となったと述べている）。彼を幕僚とした前漢の皇族劉勝の末裔を自称する劉備によりこの地に蜀漢が建てられ、魏呉と天下を争った。
五胡十六国時代には成漢・後蜀が晋の支配を、五代十国時代には前蜀・後蜀が中原支配を脱し、四川省を中心に独自の政権を樹立している。1001年（咸平4年）、北宋は成都府路・梓州路・利州路・夔州路（現在は重慶市）の4地方を統合して四川路を設置、これより現在までこの地を四川と称する。
明末清初の動乱期に、張献忠もしくはそれに続く清軍豪格によって多くの人が殺され（屠蜀）、その後湖北省・湖南省・広東省からの移民が流入し徐々に復興した。
1912年、保路運動が四川省を中心に拡大し、辛亥革命のきっかけとなった。
1926年、イギリス軍によって万県市街が砲撃される（万県事件）。
1938年、日中戦争の結果南京を追われた蔣介石率いる国民政府は重慶に国都を移している。その後、日中戦争終結後の1946年に国民政府は南京に戻るが、国共内戦が激化すると蔣介石は再び重慶に逃れ、1949年12月に成都を経て台湾に脱出している。
1949年12月27日に人民解放軍が成都を占領し、四川省は中華人民共和国の実効支配下に入る。
これとほぼ同じくして西康省の康定も占領、人民政府は西康の名目上の領域ではなく、中華民国西康省政府が実効支配していた地域（カム東部）だけを管轄領域として、西康省蔵族自治区を発足させた。西康に名目上属していたカム地方の西部についてはそれまでチベット政府「ガンデンポタン」が掌握していたが、「西蔵和平解放」の一環として1950年に行われたチャムド戦役の勝利により、占領下に置いた。中国人民政府はこのカム地方西部を西康省蔵族自治区に組み込むことはせず、別途この地に「昌都解放委員会」を設置して、「西康」とは切り離した。
1955年に西康省チベット族自治区は独立した省からカンゼ・チベット族自治州に格下げされた上で、四川省に吸収合併された。昌都解放委員会の委員たちは1956年に発足する「西蔵自治区籌備委員会（チベット自治区準備委員会）」の委員となり、ここに、清末の1905年以来、形成が模索されてきた「西康」という地域的枠組みは姿を消すことになった。
1997年に重慶市が李鵬首相によって直轄市へ昇格。
2008年、アバ・チベット族チャン族自治州汶川県を震源とした四川大地震が発生し大きな被害を受けた。

## 行政区画
詳細は下部テンプレート参照。
| No.              | 名称                           | 中国語表記         | 拼音                         | 面積 (Km2)       | 人口 (2020)      | 政府所在地       |
| 四川省の行政区画 | 四川省の行政区画               | 四川省の行政区画   | 四川省の行政区画             | 四川省の行政区画 | 四川省の行政区画 | 四川省の行政区画 |
| ---------------- | ------------------------------ | ------------------ | ---------------------------- | ---------------- | ---------------- | ---------------- |
|                  |                                |                    |                              |                  |                  |                  |
| — 副省級市 —     |                                |                    |                              |                  |                  |                  |
| 9                | 成都市                         | 成都市             | Chéngdū Shì                  | 14378.18         | 20,937,757       | 武侯区           |
| — 地級市 —       |                                |                    |                              |                  |                  |                  |
| 3                | 綿陽市                         | 绵阳市             | Miányáng Shì                 | 20267.46         | 4,868,243        | 涪城区           |
| 4                | 広元市                         | 广元市             | Guǎngyuán Shì                | 16313.70         | 2,305,657        | 利州区           |
| 5                | 南充市                         | 南充市             | Nánchōng Shì                 | 12479.96         | 5,607,565        | 順慶区           |
| 6                | 巴中市                         | 巴中市             | Bāzhōng Shì                  | 12301.26         | 2,712,894        | 巴州区           |
| 7                | 達州市                         | 达州市             | Dázhōu Shì                   | 16591.00         | 5,385,422        | 通川区           |
| 8                | 雅安市                         | 雅安市             | Yǎ'ān Shì                    | 15213.28         | 1,434,603        | 雨城区           |
| 10               | 徳陽市                         | 德阳市             | Déyáng Shì                   | 5951.55          | 3,456,161        | 旌陽区           |
| 11               | 遂寧市                         | 遂宁市             | Sùiníng Shì                  | 5323.85          | 2,814,196        | 船山区           |
| 12               | 広安市                         | 广安市             | Guǎng'ān Shì                 | 6301.41          | 3,254,883        | 広安区           |
| 13               | 眉山市                         | 眉山市             | Méishān Shì                  | 7173.82          | 2,955,219        | 東坡区           |
| 14               | 資陽市                         | 资阳市             | Zīyáng Shì                   | 5747.54          | 2,308,631        | 雁江区           |
| 15               | 楽山市                         | 乐山市             | Lèshān Shì                   | 12827.49         | 3,160,168        | 市中区           |
| 16               | 内江市                         | 内江市             | Nèijiāng Shì                 | 5385.33          | 3,140,678        | 市中区           |
| 17               | 自貢市                         | 自贡市             | Zìgòng Shì                   | 4373.13          | 2,489,256        | 自流井区         |
| 18               | 宜賓市                         | 宜宾市             | Yíbīn Shì                    | 13293.89         | 4,588,804        | 翠屏区           |
| 19               | 瀘州市                         | 泸州市             | Lúzhōu Shì                   | 12233.58         | 4,254,149        | 江陽区           |
| 21               | 攀枝花市                       | 攀枝花市           | Pānzhīhuā Shì                | 7423.42          | 1,212,203        | 東区             |
| — 自治州 —       |                                |                    |                              |                  |                  |                  |
| 1                | カンゼ・チベット族自治州       | 甘孜藏族自治州     | Gānzī Zàngzú Zìzhìzhōu       | 147681.37        | 1,107,431        | 康定市           |
| 2                | アバ・チベット族チャン族自治州 | 阿坝藏族羌族自治州 | Ābà Zàngzú Qiāngzú Zìzhìzhōu | 82383.32         | 822,587          | 馬爾康市         |
| 20               | 涼山イ族自治州                 | 凉山彝族自治州     | Liángshān Yízú Zìzhìzhōu     | 60422.67         | 4,858,359        | 西昌市           |

## 交通

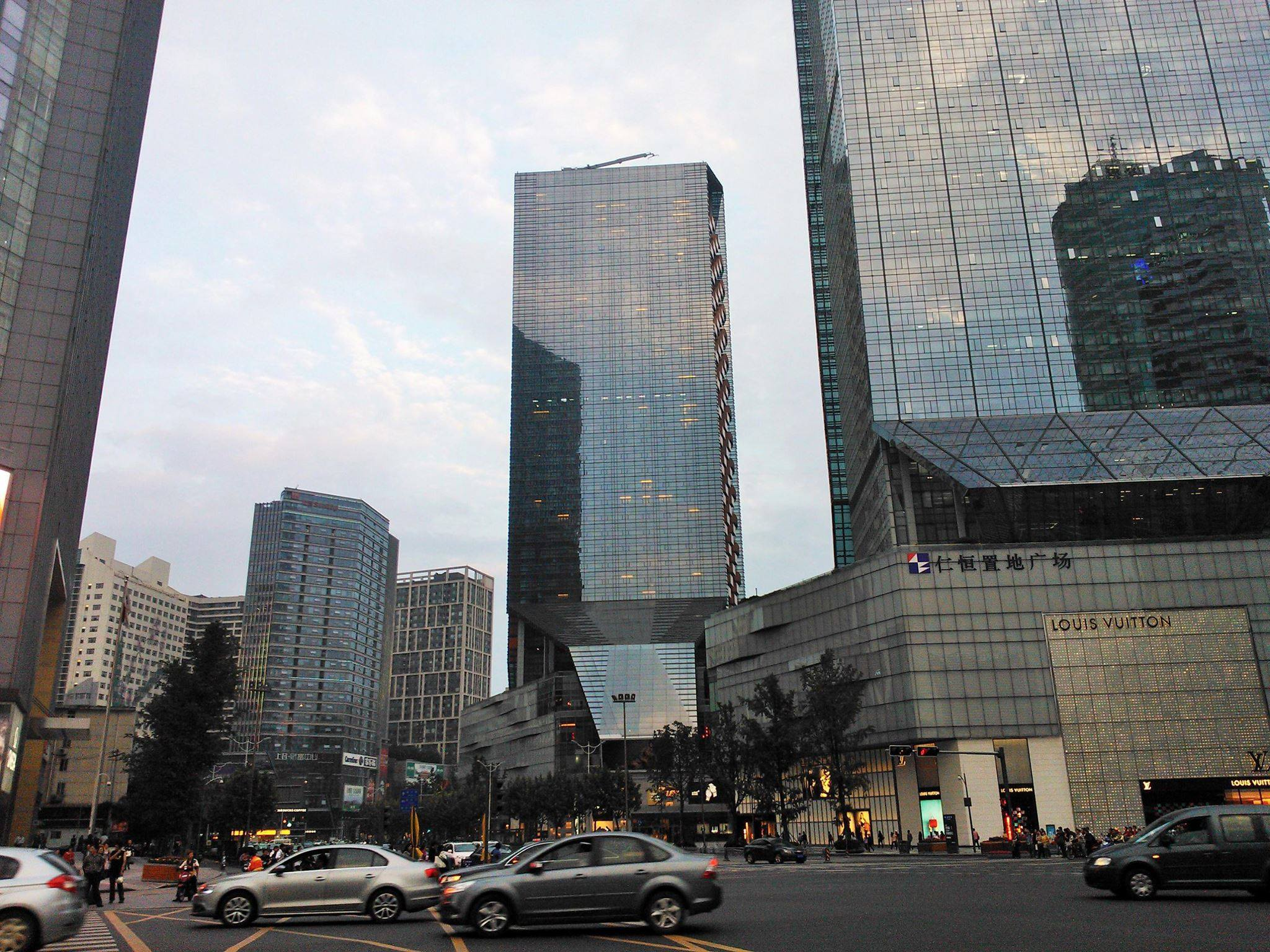
人民南路
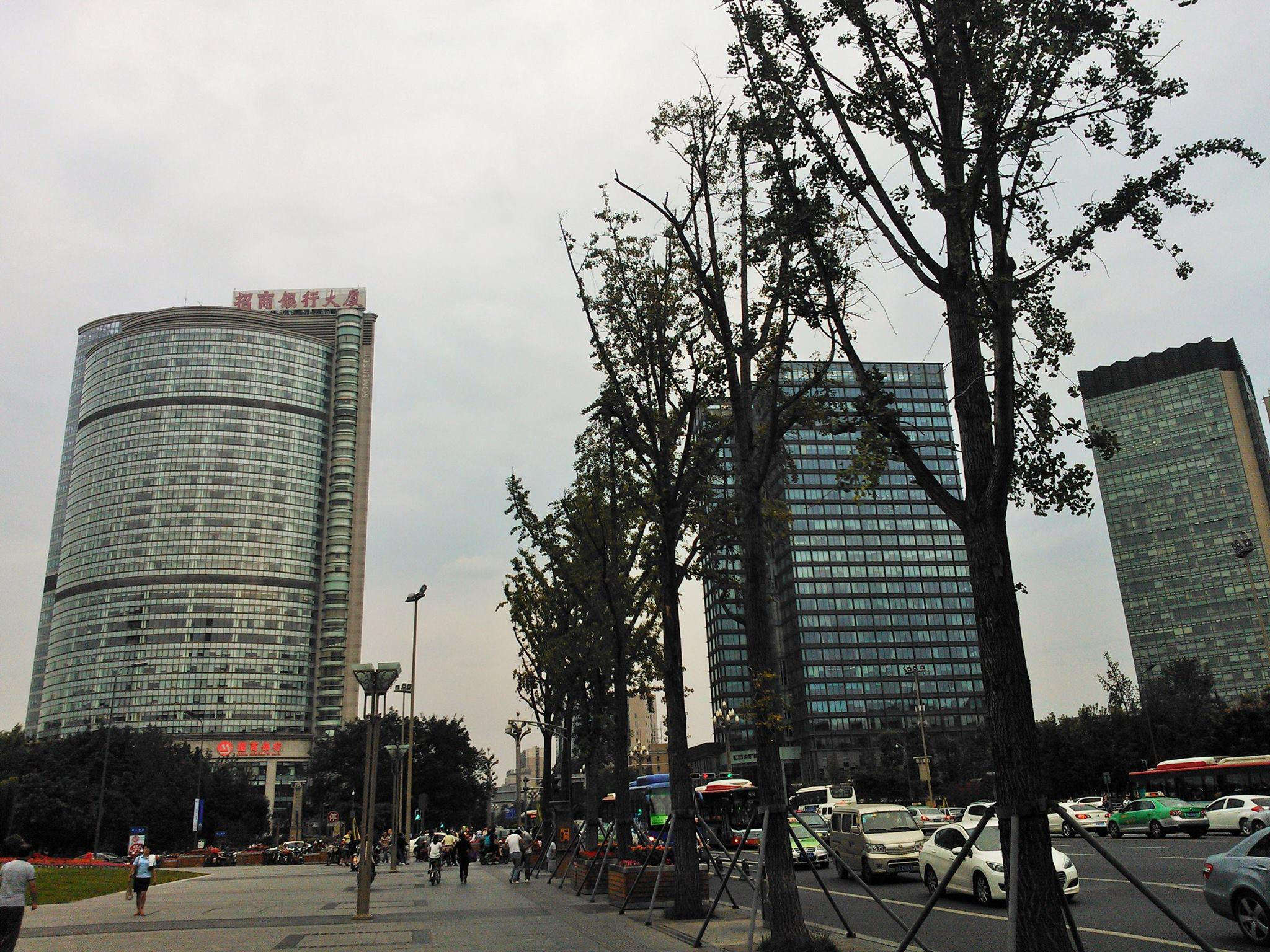
人民南路（紅照壁）
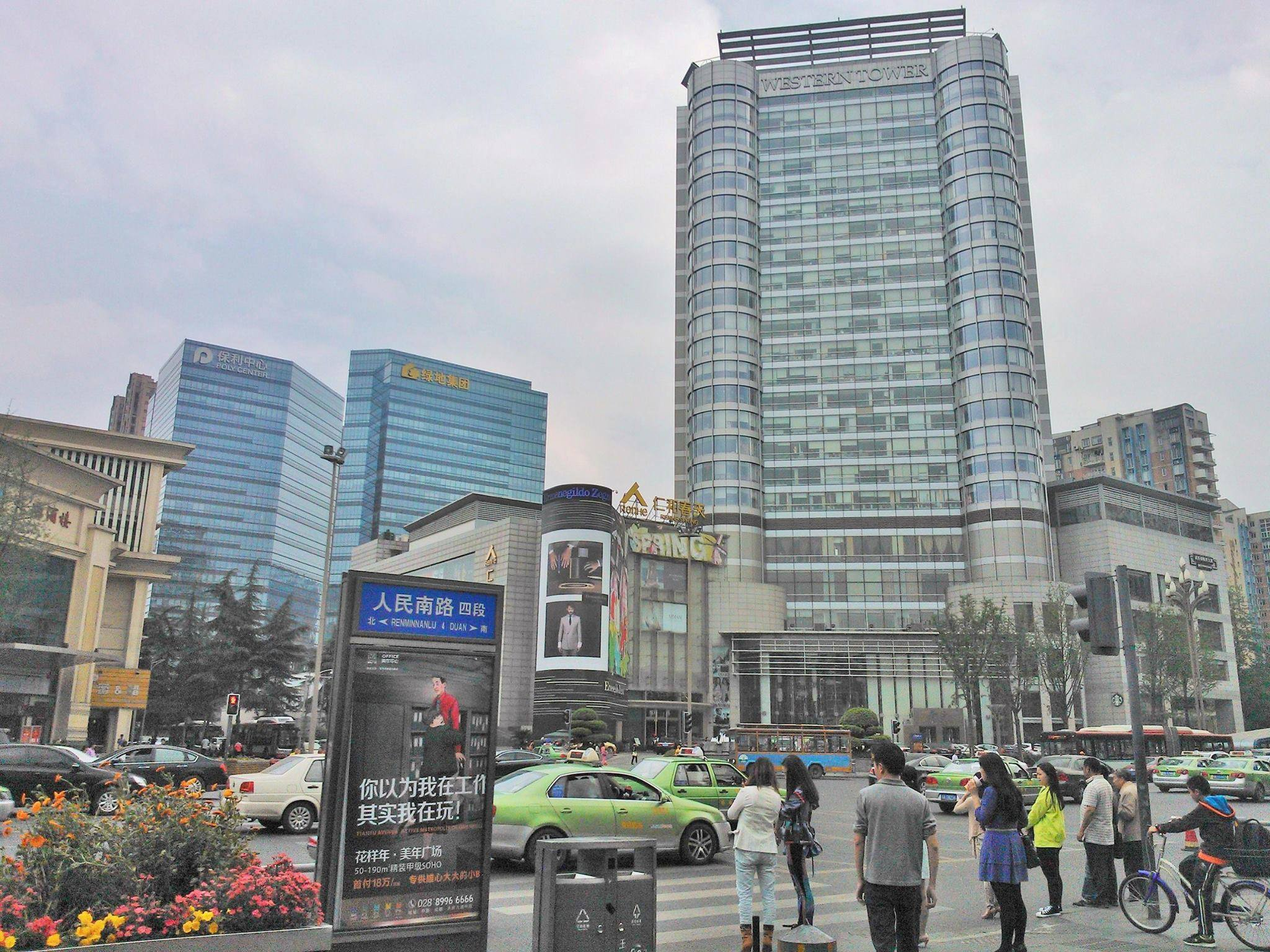
人民南路（倪家橋）
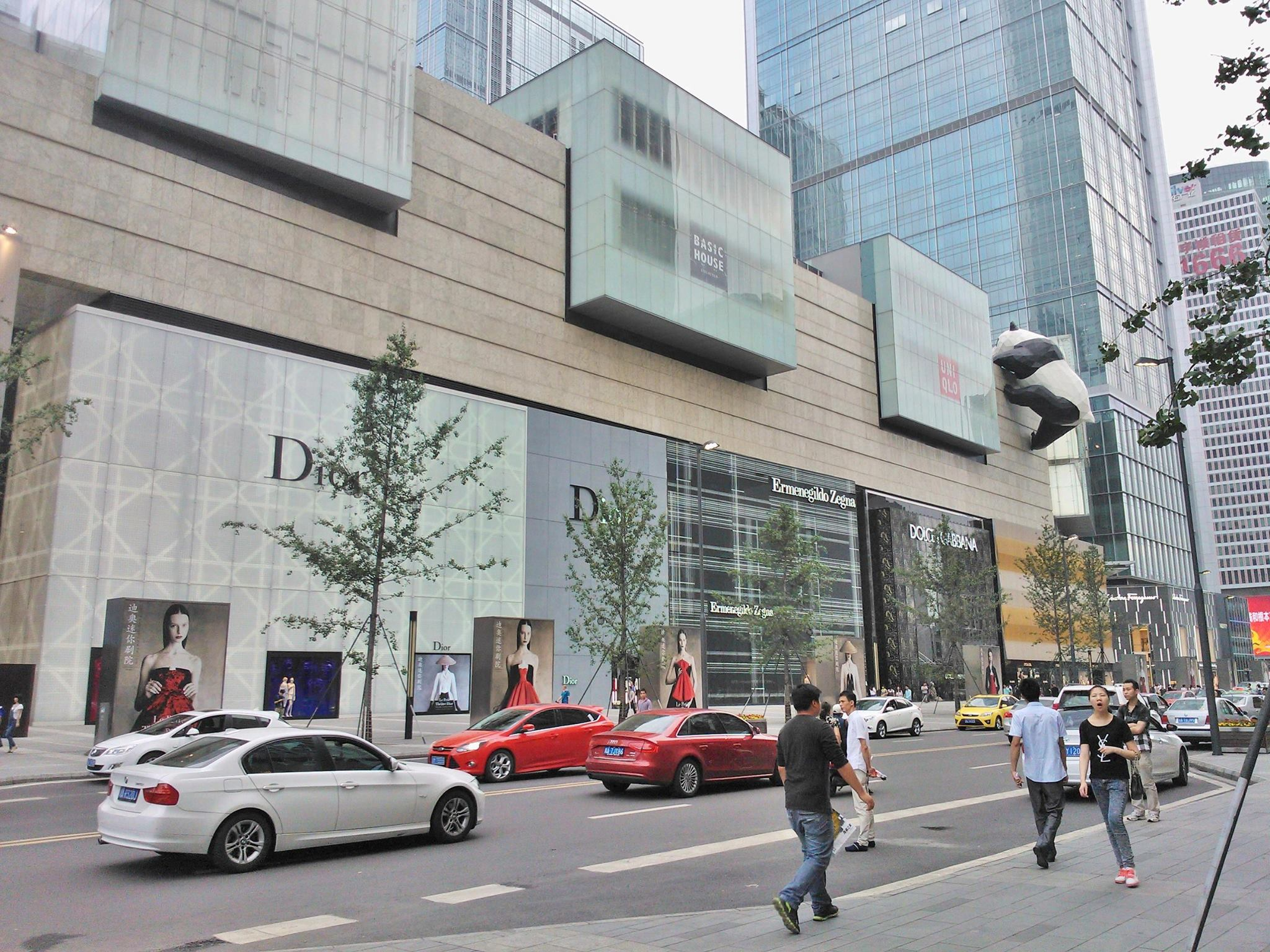
紅星路
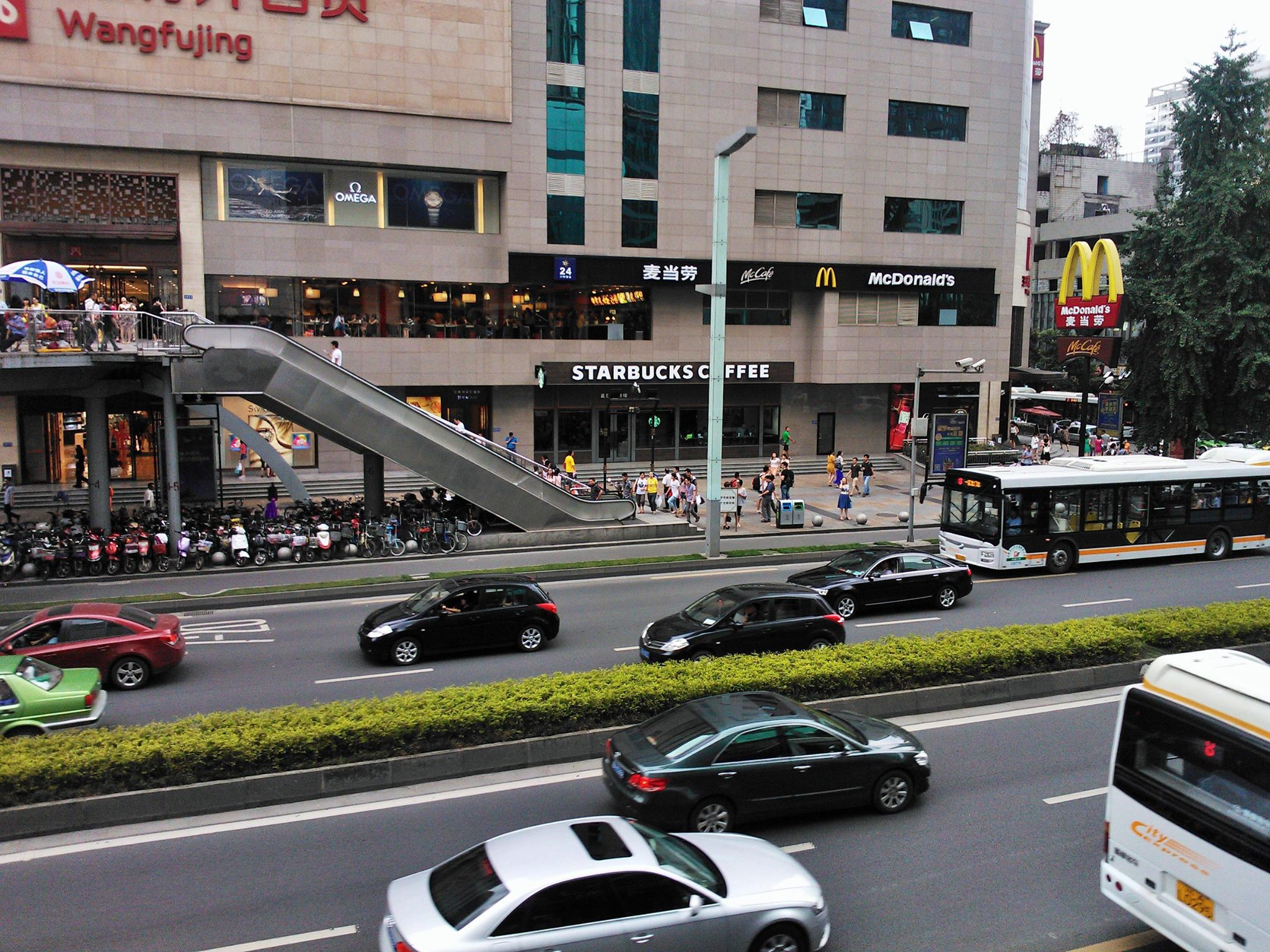
総府路
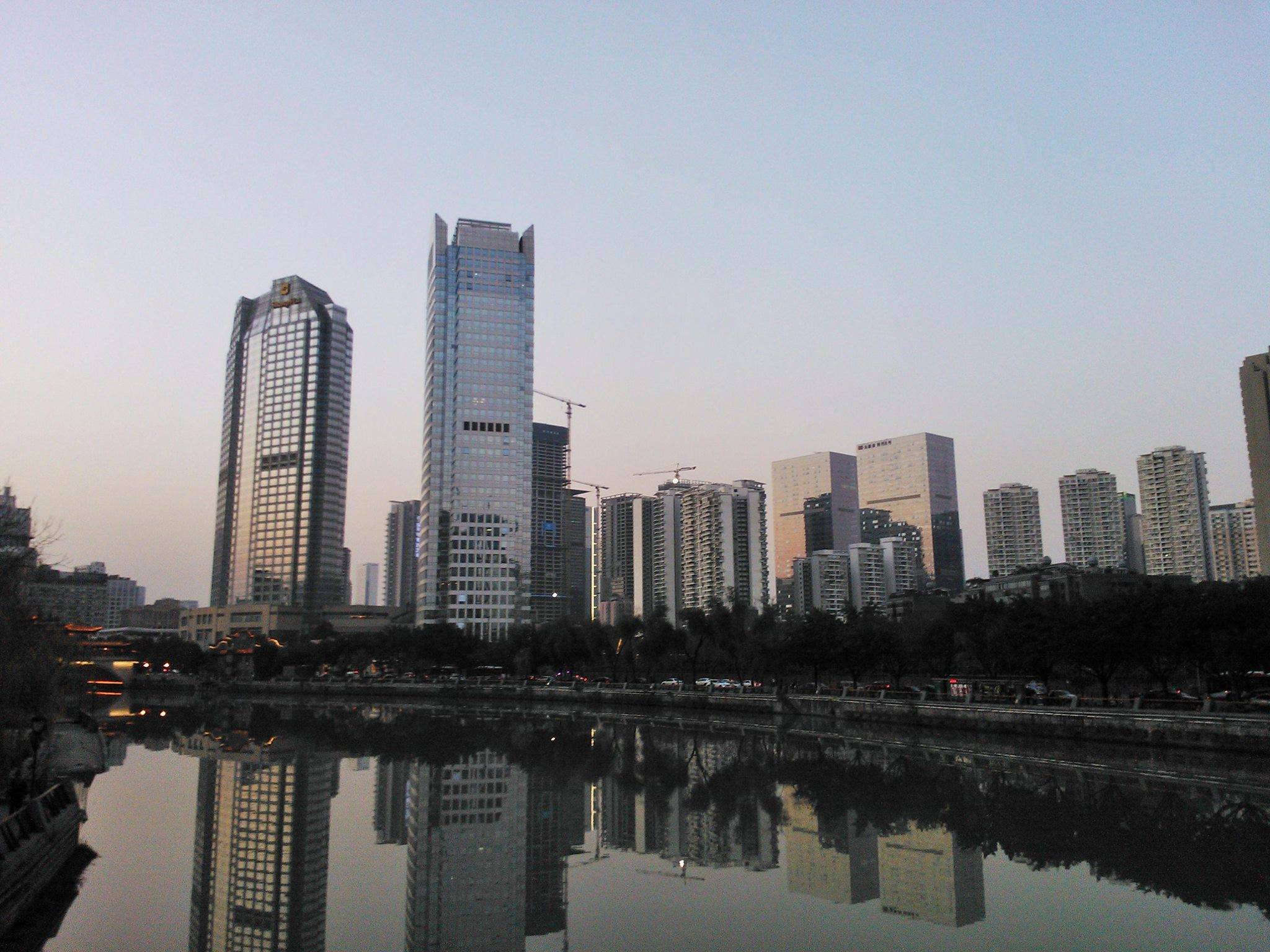
成都シャングリラ・ホテル（錦江）

## 文化

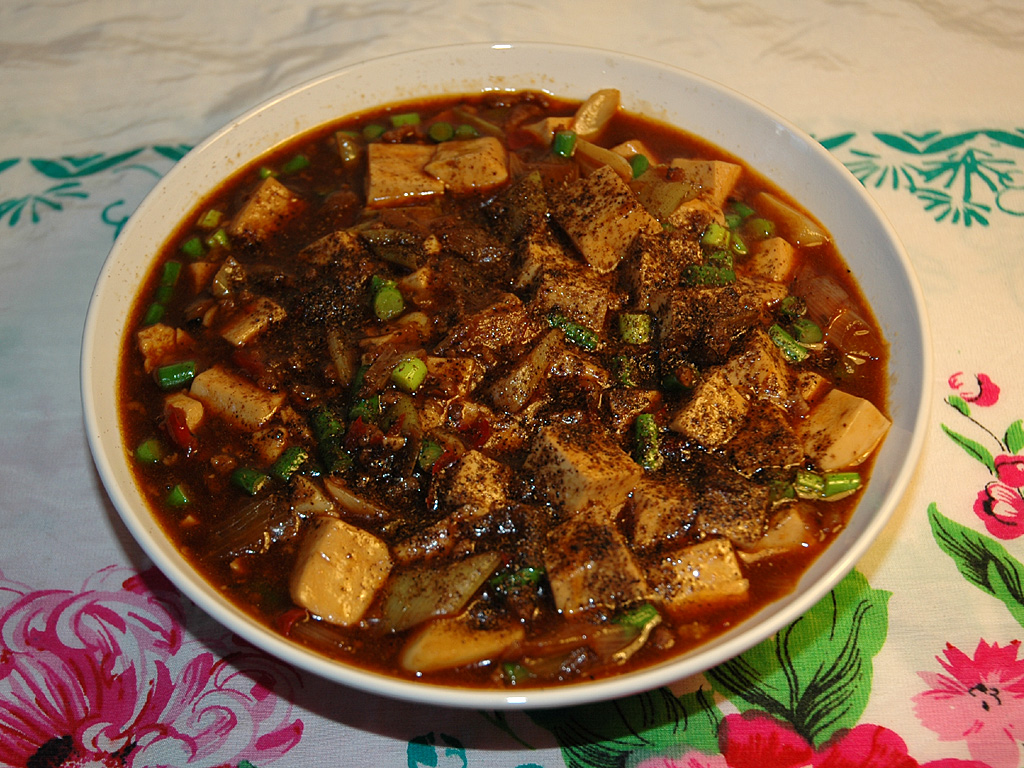
四川省を代表する料理『麻婆豆腐』

四川料理の本場であり、四川料理の形式が形成されたのは秦の始皇帝の時代から三国時代にかけてといわれている。しかし、もともと四川はサトウキビ栽培をはじめとする砂糖生産が盛んで、特に唐から宋の時代にかけて四川では甘いものが好まれたといわれている。
元から明の時代にかけて四川南部の自貢で製塩が盛んになり、次第に濃い味付けに変化した。四川料理が辛みを特徴とする料理となったのは、四川に唐辛子が伝来する明朝末期から清朝初頭以降といわれている。

## 教育

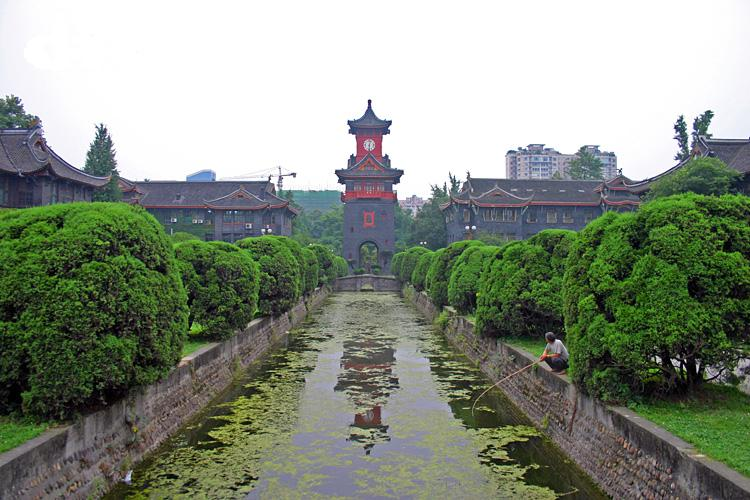
四川大学
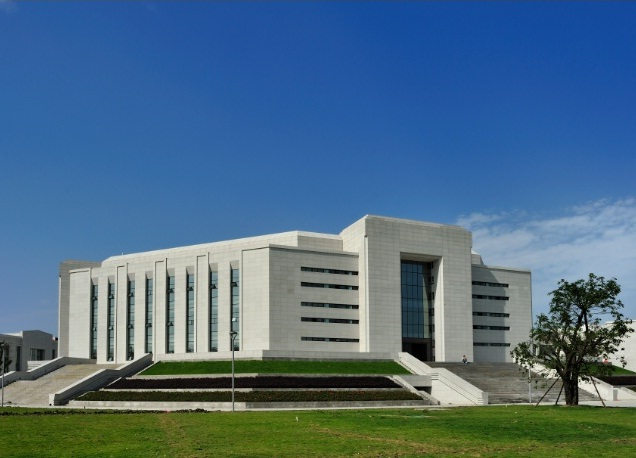
電子科技大学
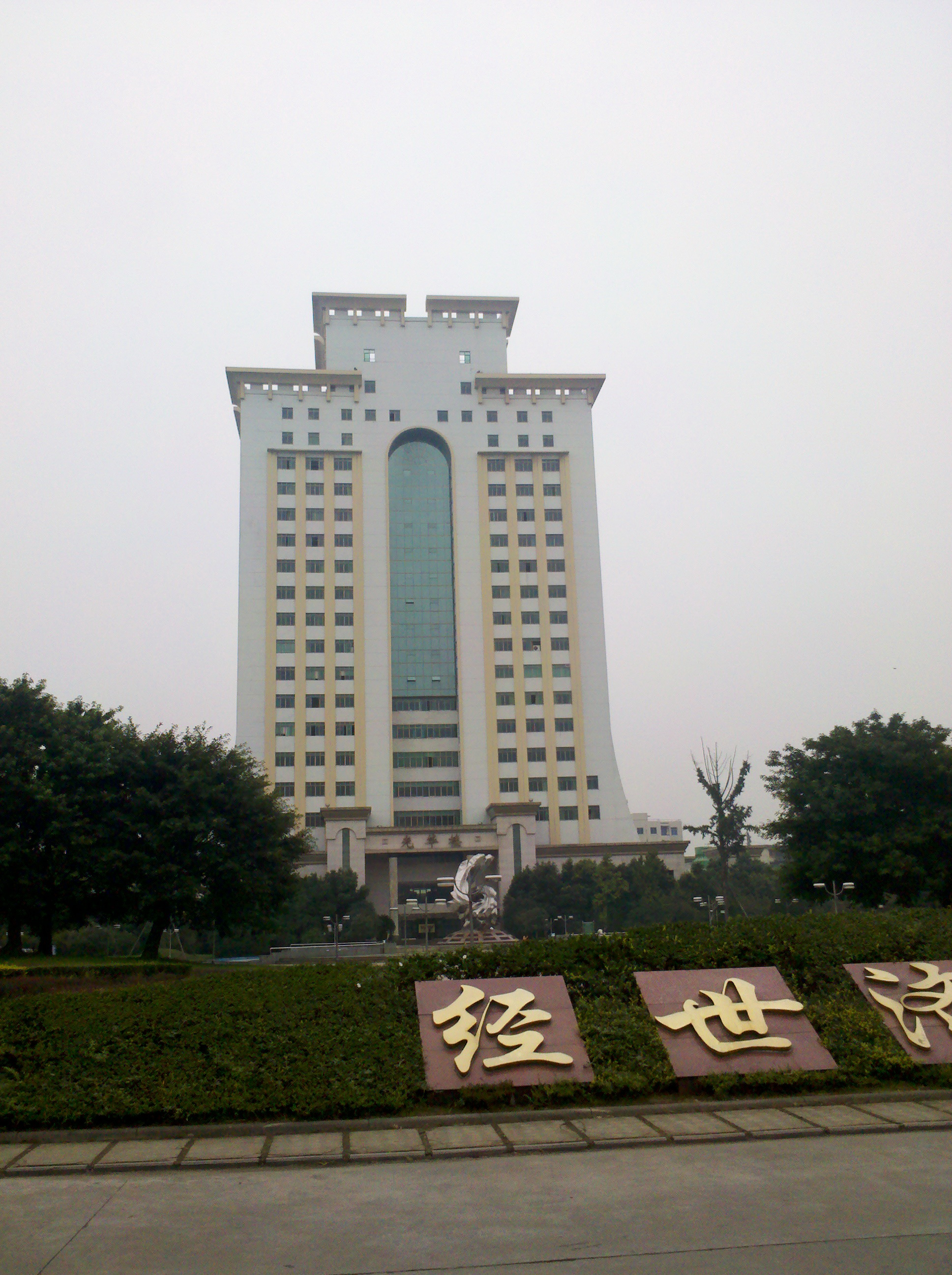
西南財経大学
- 西南交通大学
- 西南民族大学
- 西南科技大学
- 西華大学
- 四川師範大学
- 四川農業大学
- 成都理工大学
- 川北医学院
- 成都情報工程学院
- 四川音楽学院
- 成都体育学院

- 四川大学
- 電子科技大学
- 西南財経大学

## 世界遺産
- 九寨溝の渓谷の景観と歴史地区（1992年、自然遺産）
- 黄龍風景区（1992年、自然遺産）
- 峨眉山と楽山大仏（1997年、複合遺産（自然・文化））
- 青城山と都江堰（2000年、文化遺産）
- 四川省のジャイアントパンダ保護区（2006年、自然遺産）

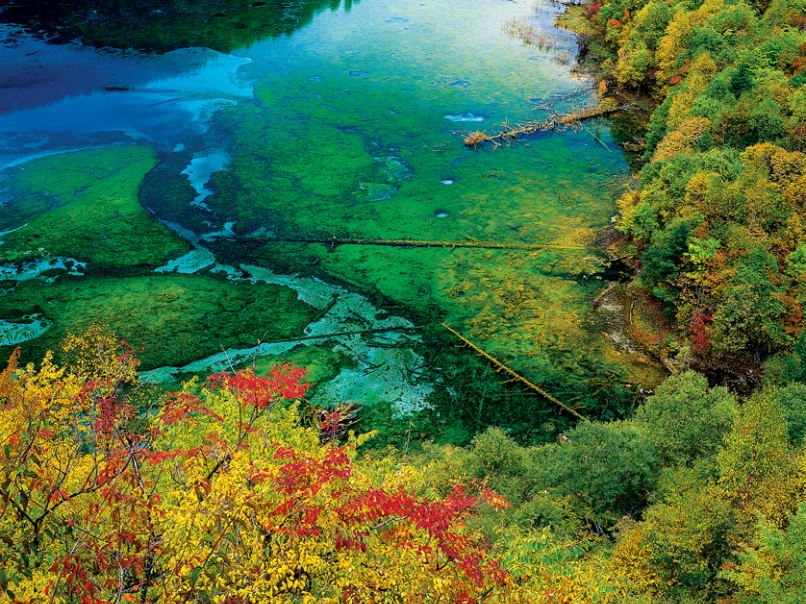
九寨溝 五花海
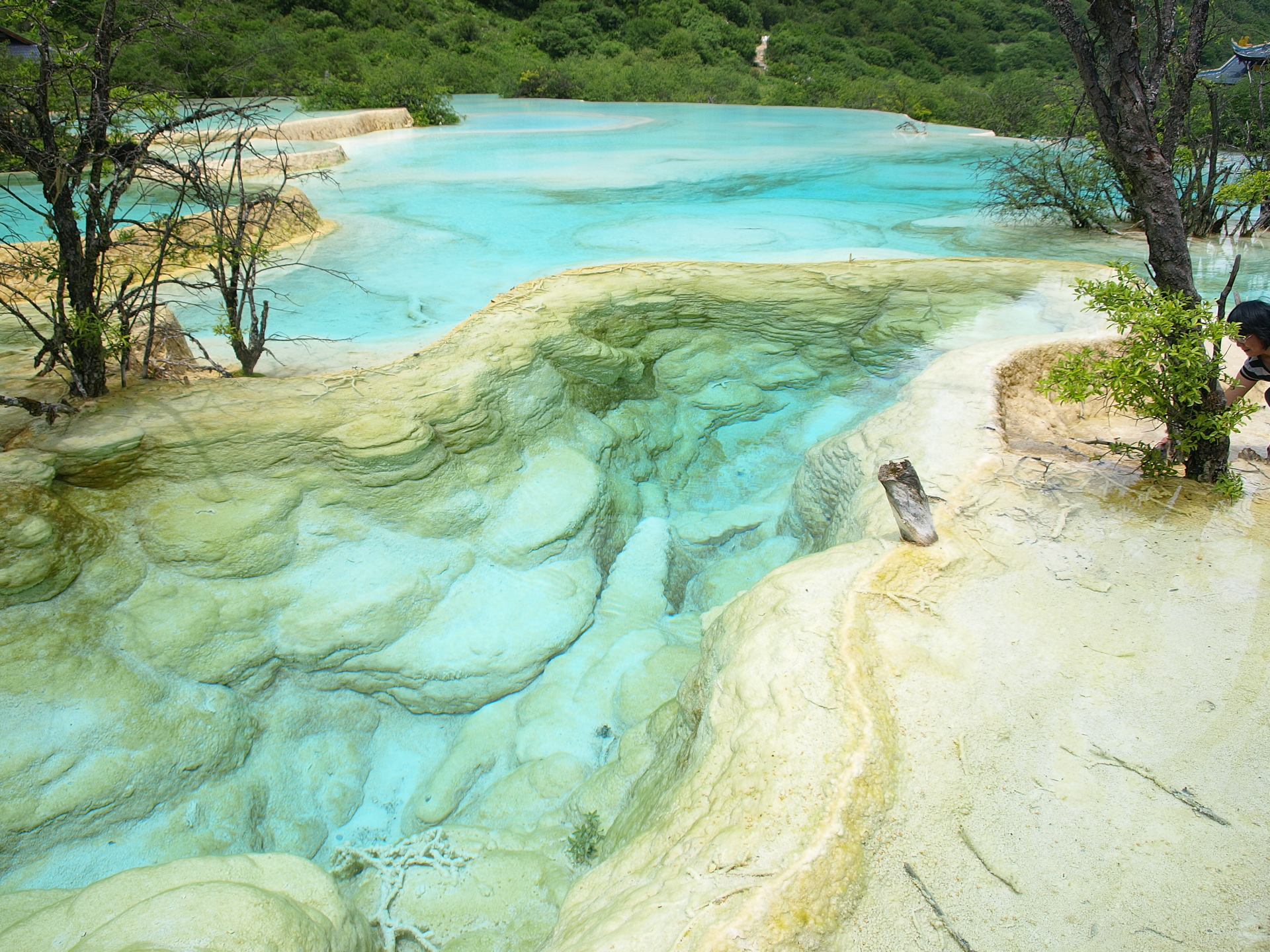
黄龍風景区
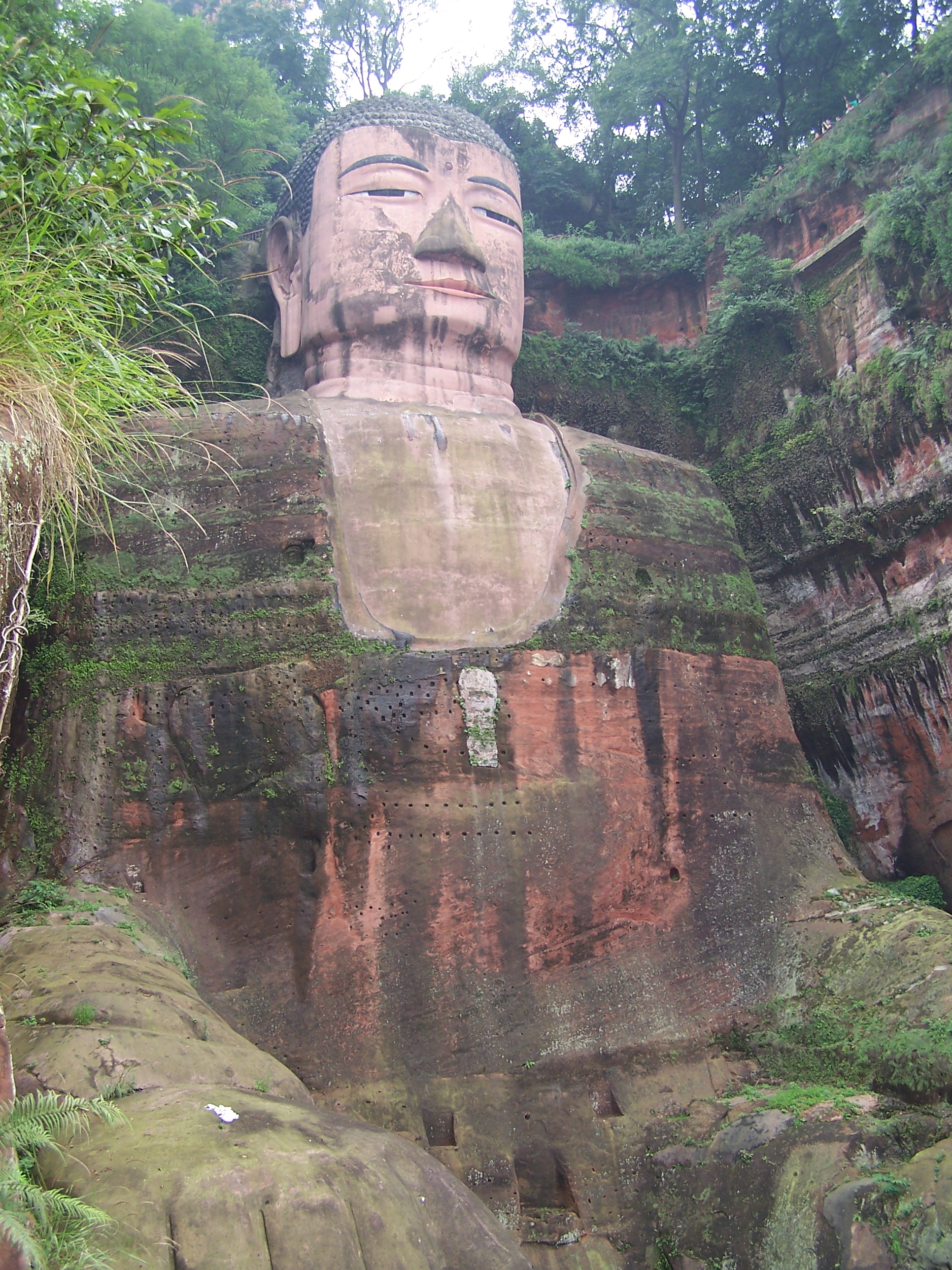
楽山大仏
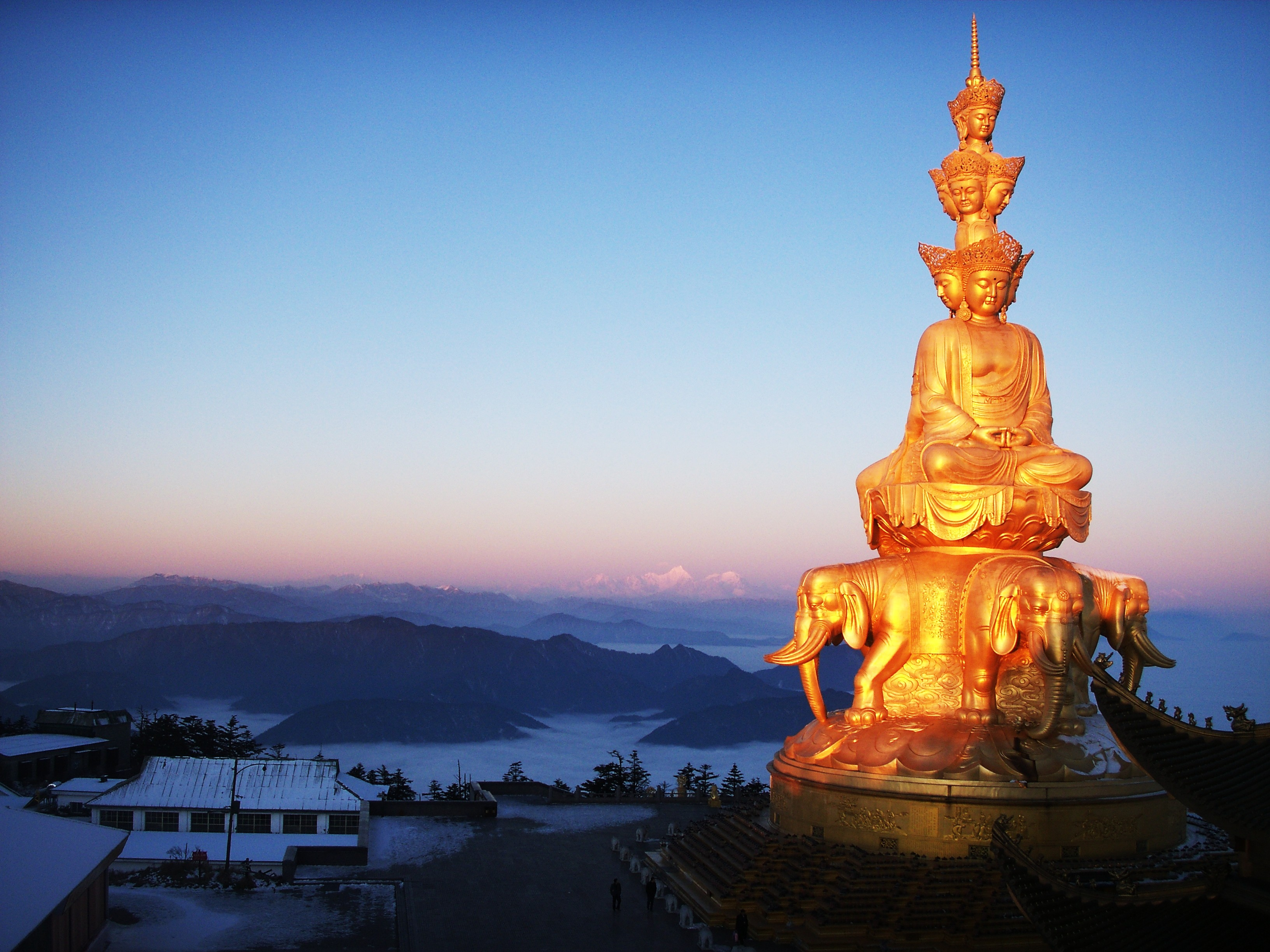
峨眉山
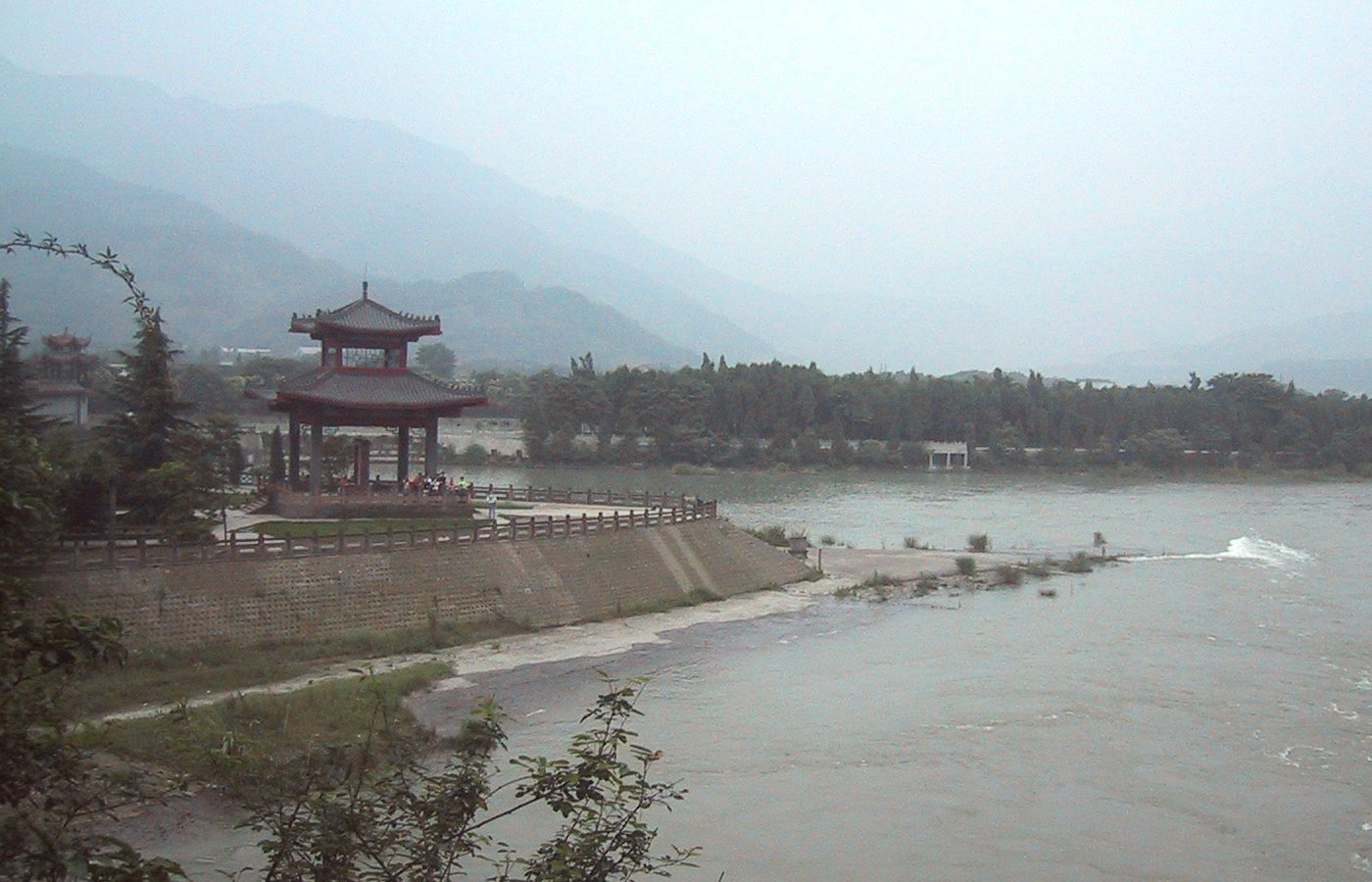
都江堰
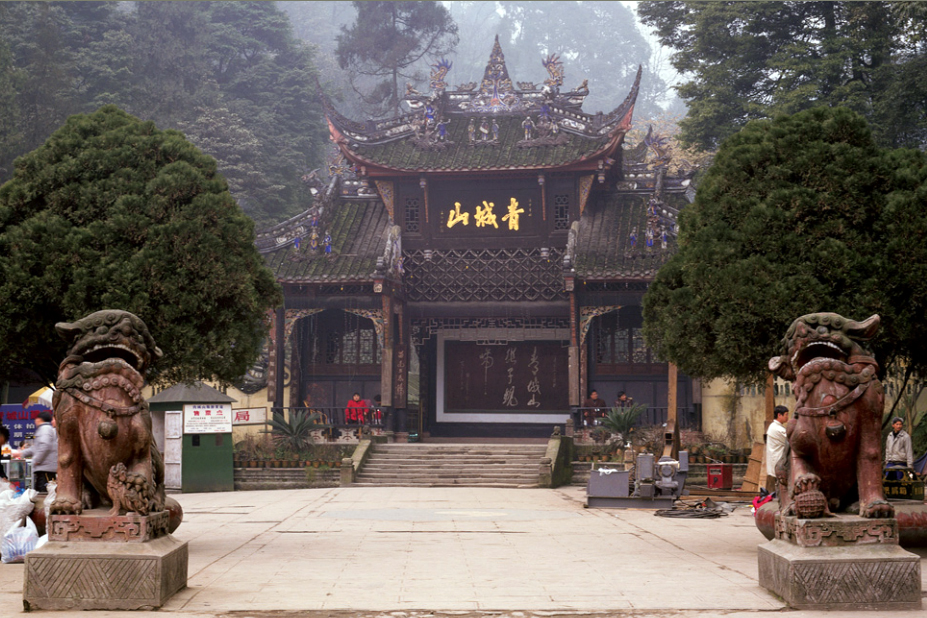
青城山
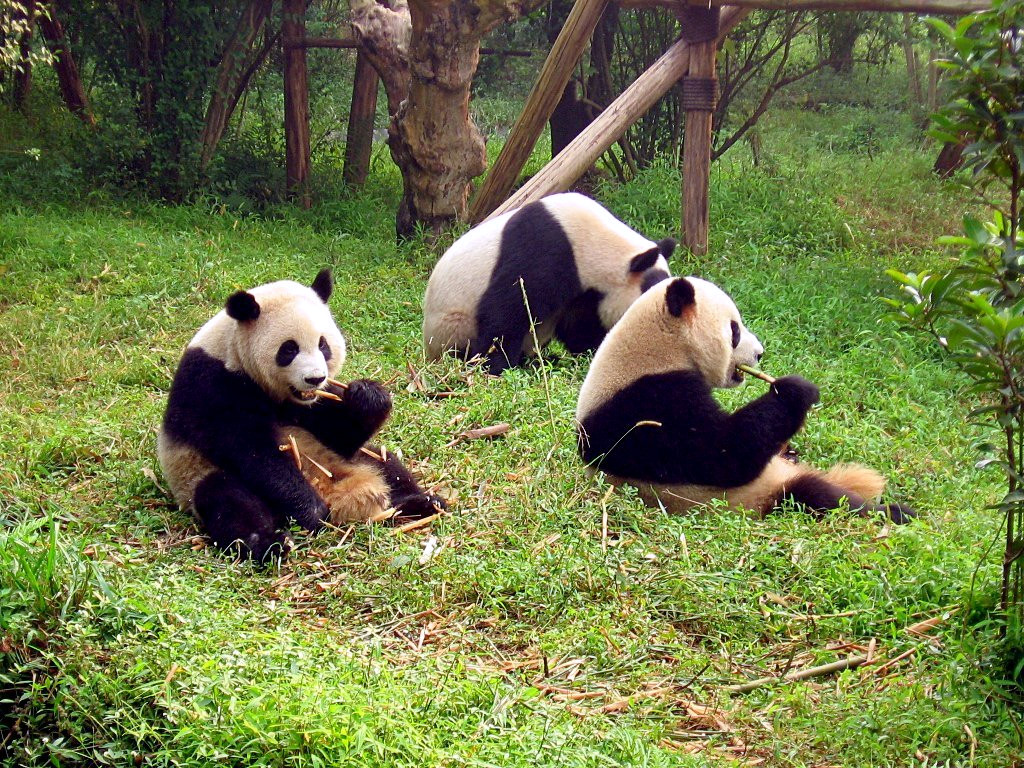
ジャイアントパンダ保護区

## 友好都市
- 日本 広島県: 1984年友好都市提携
- 日本 山梨県: 1985年友好都市提携
- 日本 和歌山県: 2022年1月 友好都市提携[3]。